# Јава
За програмски језик погледајте чланак Јава (програмски језик), а за остала значења погледајте чланак Јава (вишезначна одредница).
Јава (Java, Jawa) је једно од четири главна острва Индонезије (поред Суматре, Борнеа и Сулавесија), а сва четири заједно чине Велика Сундска острва. На острву Јава, налази се главни град Индонезије Џакарта и други већи градови као Јогјакарта , Бандунг и Сурабаја . Острво има популацију од 140 милиона становника и најмногољудније је острво на свету, поређења ради скоро као цела популација Русије и више од Јапана и као четири Канаде и шест Аустралија.

## Географија
Јава се налази у Индијском океану, јужно од Борнеа, а источно од Суматре. Острво има 126.650 km² а с малим околним острвима и острвом Мадура површина му је 132.107 km²
Јава има око 127 милиона становника (стање 2004. године), више од било којег другог острва на свету. Са готово 1.000 становника по квадратном километру, Јава је једно од најгушће насељених подручја на свету. На Јави се налази главни град Индонезије, Џакарта. То је град с више од десет милиона становника који се и даље шири према суседним градовима Богор, Тангеранг и Бекаси, тако да су му становници сковали од почетних слогова ново име, „Џаботабек“, које све учесталије користи.
Острво је изузетно плодно. На западном делу су још само мале површине покривене џунглом, на обалама су тропске плаже са белим песком, палмама и светлоплавим морем, а према истоку постаје све сувље. Све слободне површине су култивисане и узгаја се читав низ пољопривредних култура. Но, превладава узгој пиринча.
Природа је на Јави врло разнолика. Од џунгле, преко савана и мочвара с мангровима до низа вулкана од којих су неки још активни и кратерских језера. Бројни храмови доказ су врло разнолике културне историје из прет колонијалног времена. Најзначајнији су будистички храм у Боробудуру и хиндуистички у Прамбанану.
Јава је административно подељена на четири провинције: Бантен, Западна Јава, Централна Јава и Источна Јава. Поред тога, Џакарта је издвојена и под директном је управом централне власти, а Јогјакарта је аутономна кнежевина.
Поред Џакарте која има око 11 милиона становника, на Јави постоје још три милионска града. То су Сурабаја са око 2,5 милиона, Бандунг око 1,7 милиона и Семаранг око 1,3 милиона.

## Геологија
Јава се, заједно са суседним сјеверозападно смештеним већим острвом Суматром и низом мањих острва источно од Јаве налази уз руб јарка Сунда који је део субдукцијске зоне северног дела аустралијске тектонске плоче. То подручје ће - с гледишта земљине историје - релативно брзо нестати са земљине површине.
Јава, која је готово у целини вулканског порекла, је део тзв. пацифичког ватреног прстена који се налази уз руб читавог Пацифика. На острву се налази 38 делимично угашених а делимично активних вулкана. Број активних вулкана у Индонезији је око 130.
Међу најпознатије вулкане на Јави спадају Бормо (2.329 m) и Мерапи (око 2.985 m). Мерапи се сматра једним од најопаснијих вулкана на свету.
Поред вулканизма, темељом геолошких датости често долази до земљотреса. Последњи тежак земљотрес догодио се 27. маја 2006. Центар се налазио око 25 km југозападно од Џакарте у дубини од око 10 km. Главни земљотрес, након којег је следило још око 1.000 мањих, према подацима ОУН-а од 5. јуна 2006. погинуло је око 5.800 а рањено је око 57.800. Уништено је или тешко оштећено више од 130.000 кућа, а до 650.000 људи је остало без крова над главом. Вулкан Мерапи који је у близини најтеже погођеног града Бантул, је недељама прије земљотреса појачао своју активност, а кратко након првог земљотреса избацио је облак плинова и пепела висок 3,5 km. У данима након потреса, вулкан је најмање удвостручио своју активност.

## Историја

### Праисторијско доба
Доказ да је Јава била насељена још у праисторијском раздобљу је јавански човек, подврста Homo erectusа, кога је још 1891. нашао холандски антрополог Ежен Дибоа у провинцији Јава Тимур.

### Претколонијално раздобље
У првом миленијуму после Христа на Јави су се учврстили будизам и хиндуизам и стопили се с од раније постојећим веровањима тамошњег становништва. Обликовало се више краљевина, од којих су нека била врло снажна. Тако је у неком дужем раздобљу, од половине 14. века па све до почетка 16. века краљевина Мајапахит проширила свој утицај на целу Јаву, Суматру, Борнео, већи дио малајског полуострва па све до Тимора и данашњих Филипина. Главни град је био у источној Јави, у околини данашњег града Сурабаја.
Јава је имала велике користи од контролисања важних морских путева према Кини, но културни утицај су имале прије свега засаде које су дошле из Индије. Слични процеси одвијали су се и на суседној Суматри.
Почетком 15. века из индијске покрајине Гуџарат на острво долазе муслимански трговци, и почиње исламизација.

### Раздобље колонијализма
Прве трговинске везе су 1597. успоставили Португалци, али су их ускоро истиснули Холанђани који су стигли на острво 1594. Половином 1619. Холанђани освајају Џакарту и под именом Батавиа претварају ју у центар свог колонијалног царства у Азији. На Јави се Холанђани у почетку задовољавају само владавином тим градом. У својим међусобним размирицама, неки јавански владари су прихватили помоћ технолошки надмоћнијих Холанђана, али су за узврат морали дозволити дјеловање Холандској источноиндијској компанији. Тако је Компанија током 17. века преузела контролу над целим острвом. Јава се налазила на чворишту азијских морских путева, што је омогућило Холанђанима контролу трговине изван Индије којом су доминирали Енглези.
Истовремено са утврђивањем колонијалне власти, на Јави се шири ислам. Домаће становништво га је доживело као противтежу европској култури колонизатора, што је помогло његовом популаризовању. С друге стране, Холанђани се нису претерано трудили да христијанизирају Јаванце.
Холанђани су као порезне извршитеље запошљавали Кинезе, што их је учинило врло омраженим код домаћег становништва. Напетости су расле и између колонијалне власти и Кинеза, јер су власти доживљавале неконтролисано усељавање Кинеза као опасност за своју власт. Резултат таквих односа је био погром хиљаде Кинеза који се 1740. догодио у Батавији.
Почетком 19. века Холандска држава преузима директну контролу над колонијом без посредовања своје Источноиндијске компаније, и у сарадњи са месним племством појачава господарско злоупотребљавање домаћег становништва.
1825.-1830. долази до народног устанка против Холанђана због увођења нових давања коју је требало да домаћи становници плаћају на жетву пиринча. Борбе су животом платили више од 200.000 Јаванаца и око 8.000 Европљана.
1830. колонијална власт уместо најма, одређује сељацима обавезу, да 1/5 своје земље ставе на располагање властима и да на том делу узгајају оно што им власт пропише. Уз то, били су обвезни 66 дана годишње радити за рачун власти. У пракси, ова је обавеза сељака према власти често значајно надилазила званично прописану обавезу. Производи су касније превожени у Европи и тамо продавани уз врло висок профит.

## Језик
Поред службеног индонезијског језика, у средишњем и источном делу Јаве говори се јавански језик. На западном делу Јаве превладава сундски.

## Религија
Као на Суматри (90%), и на Јави су муслимани огромна већина. Током 15. и 16. века Јава је исламизована, тако да данас чине 91% Јаванаца.
Око 1815. Холанђани шаљу по први пут мисионаре на Јаву. Као последица тих напора, многи Кинези прелазе на хришћанство, а уз њих и мали део Јаванаца који у међувремену нису прешли на ислам.
На југу централног дела Јаве постоји неколико хришћанских заједница, који су већином припадници кинеске мањине.
И на Јави постоје конфликти између муслимана и хришћанске мањине.58% јаванских муслимана изјашњава се абанганима, што значи да шерију разумију симболично-мистично, а не као непосредно важећи закон!